# Coupe de Suisse féminine de football 2018-2019
Navigation
Édition précédente Édition suivante
La Coupe de Suisse féminine 2018-2019 est la 43e édition de la Coupe de Suisse féminine de football organisé par l'Association suisse de football (ASF).

## Déroulement
Il s'agit d'une compétition à élimination directe. Les clubs de LNA, LNB et 1re ligue sont inscrits d'office, les autres se qualifient via leurs associations régionales. Le vainqueur du trophée fair-play est qualifié pour le 1er tour principal.

## Huitièmes de finale
Les rencontres ont lieu le samedi 13 octobre 2018 et le dimanche 14 octobre 2018.
| Date            | Club                      | Score     | Club                                  |
| --------------- | ------------------------- | --------- | ------------------------------------- |
| 13 octobre 2018 | FC Zürich (LNA)           | 3-0       | FC Luzern (LNA)                       |
| 13 octobre 2018 | FC Schlieren (LNB)        | 2-4       | Frauen SC Derendingen Solothurn (LNB) |
| 13 octobre 2018 | Thun Berner Oberl. (LNB)  | 3-5       | BSC YB-Frauen (LNA)                   |
| 13 octobre 2018 | FC Yverdon (LNA)          | 1-6       | FC Bâle (LNA)                         |
| 13 octobre 2018 | Rapperswil-Jona (LNB)     | 0-3       | FC Aarau (LNB)                        |
| 13 octobre 2018 | FC St.-Gallen-Staad (LNB) | 1-1 (2-1) | Servette FC Chênois (LNA)             |
| 14 octobre 2018 | Femina Kickers Worb (LNB) | 3-8       | Grasshopper (LNA)                     |
| 14 octobre 2018 | FC Therwil (LNB)          | 0-8       | FC Lugano (LNA)                       |

## Quarts de finale
Les rencontres ont lieu le samedi  24 novembre 2018 et le dimanche 25 novembre 2018.
| Date             | Club                                  | Score | Club                      |
| ---------------- | ------------------------------------- | ----- | ------------------------- |
| 24 novembre 2018 | FC Bâle (LNA)                         | 0-1   | BSC YB-Frauen (LNA)       |
| 24 novembre 2018 | FC Zürich (LNA)                       | 4-1   | FC Lugano (LNA)           |
| 24 novembre 2018 | Frauen SC Derendingen Solothurn (LNB) | 0-1   | Grasshopper (LNA)         |
| 25 novembre 2018 | FC Aarau (LNB)                        | 0-4   | FC St.-Gallen-Staad (LNB) |

## Demi-finales
Les rencontres ont lieu le samedi  16 mars 2019
| Date         | Club              | Score | Club                      |
| ------------ | ----------------- | ----- | ------------------------- |
| 16 mars 2019 | FC Zürich (LNA)   | 5-0   | FC St.-Gallen-Staad (LNB) |
| 16 mars 2019 | Grasshopper (LNA) | 1-2   | BSC YB-Frauen (LNA)       |

## Finale
| 20 avril 2019 | BSC YB Frauen | 0 - 5   | FC Zürich                                        | Tissot Arena, Bienne |  |
|               |               | (0 - 2) | 18e 26e Humm · 57e Mégroz · 77e Sow · 82e Bauman |                      |  |